# Kythira
Cythera tiếng Hy Lạp: Κύθηρα, cũng chuyển tự thành Kythera, Kythira, Kithira. Từ Cerigo theo tiếng Ý cũng được sử dụng) là một hòn đảo của Hy Lạp, nó từng được coi là một phần của quần đảo Ionia. Đảo nằm đối diện với mũi phía đông nam của bán đảo Peloponnese. Về mặt hành chính, đảo là một phần của đơn vị thuộc vùng Quần đảo, là một phần của vùng Attica mặc dù cách đó một khoảng cách lớn.
Trong nhiều thế kỷ, khi các tàu hải quân là phương tiện đi lại duy nhất, hòn đảo sở hữu một vị trí chiến lược. Từ thời cổ đại cho đến giữa thế kỷ 19, Kythira là nơi hội tụ của các thương nhân, thủy thủ, và những kẻ chinh phục. Như vậy, đảo có một lịch sử lâu dài và đa dạng và chịu ảnh hưởng của nhiều nền văn minh và văn hóa. Điều này được phản ánh thông qua các kiến trúc trên đảo (một sự pha trộn giữa các yếu tố truyền thống, Aegea và Venezia), cũng như các truyền thống và phong tục, ảnh hưởng đến từ nhiều thế kỷ cùng chung sống giữa người Hy Lạp, Venezia, Ottoman và Anh cũng như số khách du lịch đông đảo.
Cythera và hòn đảo lân cận là Antikythera tạo thành một khu tự quản riêng biệt cho đến khi chúng được hợp nhất trong cuộc cải cách chính quyền vào năm 2011:
Cythera có diện tích 279,593 km² (107,951 mi²); đảo nằm ở lối ra phía tây nam của biển Aegea, sau mũi Malea. Địa hình gồ ghề là kết quả của các cơn gió thường thổi từ các vùng biển xung quanh, nó đã định hình bờ biển của đảo với những vách đá dựng đứng và các vịnh ăn sâu. Hòn đảo có nhiều bãi biển, với thành phần và kích thước khác nhau; chỉ một nửa trong số chúng có thể tiếp cận bằng đường bộ qua địa hình miền núi của hòn đảo.
Cythera nằm gần khu vự ranh giới mảng cung Hy Lạp, và do đó, là phần có chấn động cao tại khu vực. Nhiều trận động đất trong lịch sử được ghi nhận có tâm chấn gần hoặc nằm trên đảo. Có lẽ lớn nhất trong thời gian gần đây là trận động đất năm 1903 gần làng Mitata, gây thiệt hại đáng kể cũng như mất mát hạn chế về nhân mạng. Đảo đã phải hứng chịu hai trận động đất lớn trong thế kỷ 21 vào ngày 5 tháng 11 năm 2004, và ngày 8 tháng 1 năm 2006 với cường độ đo được lần lượt là 5,6 đến 5,8 và 6,9 độ Richter.
Các eo biển Kythiria, nằm giữa bán đảo Peloponnese và các đảo Elafonissos và Cythera là một trong những mối nguy hiểm hàng hải lớn nhất tại Địa Trung Hải. Hầu hết các phương tiện thủy từ Athens, Istanbul, và biển Đen đến giữa và tây Địa Trung Hải đều phải đi qua các eo biển biển này và thường gặp phải các nguy hiểm như các trận gió mạnh và đắm tàu tại mũi Malea.

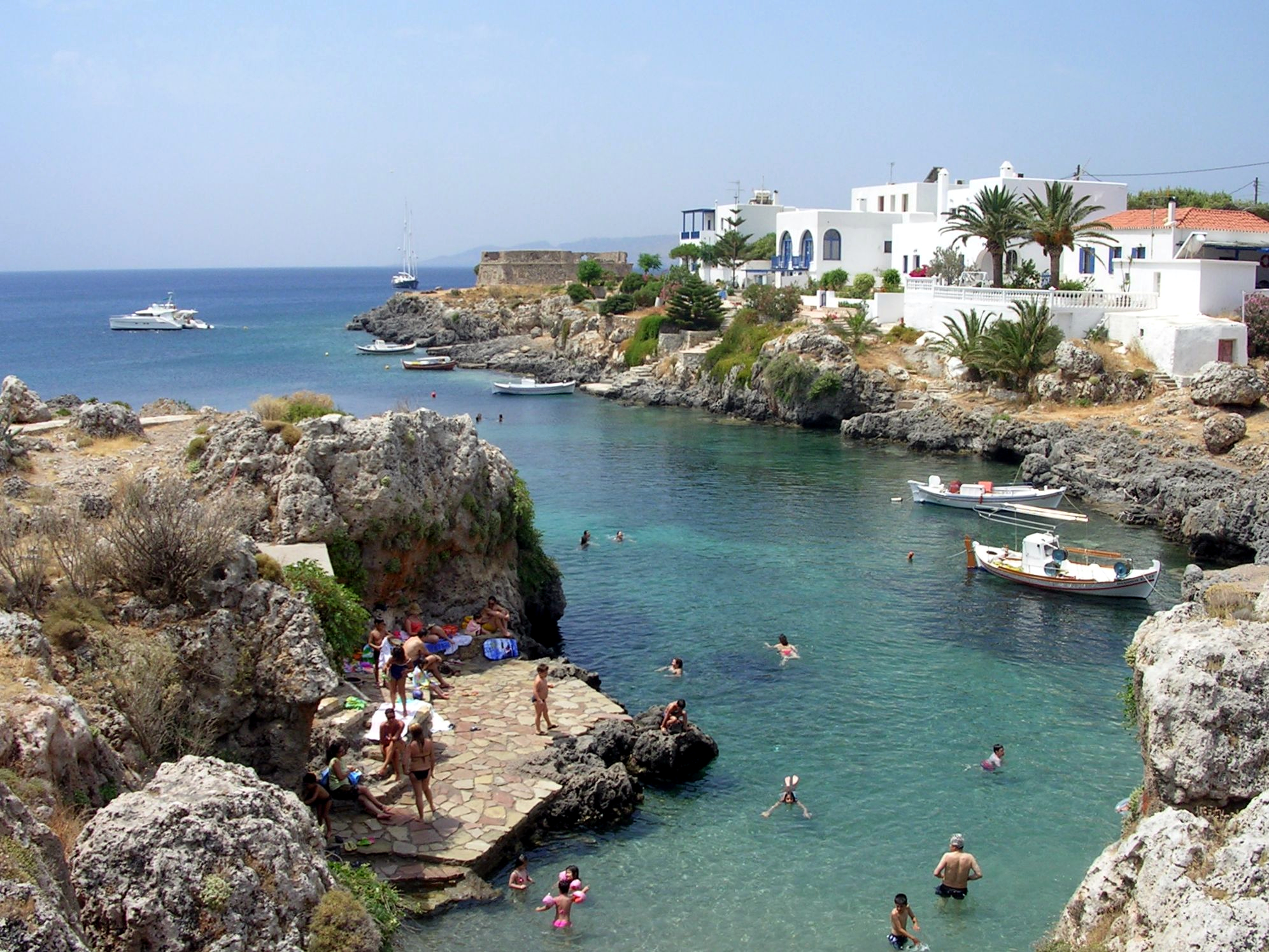
Quang cảnh Avlemonas.
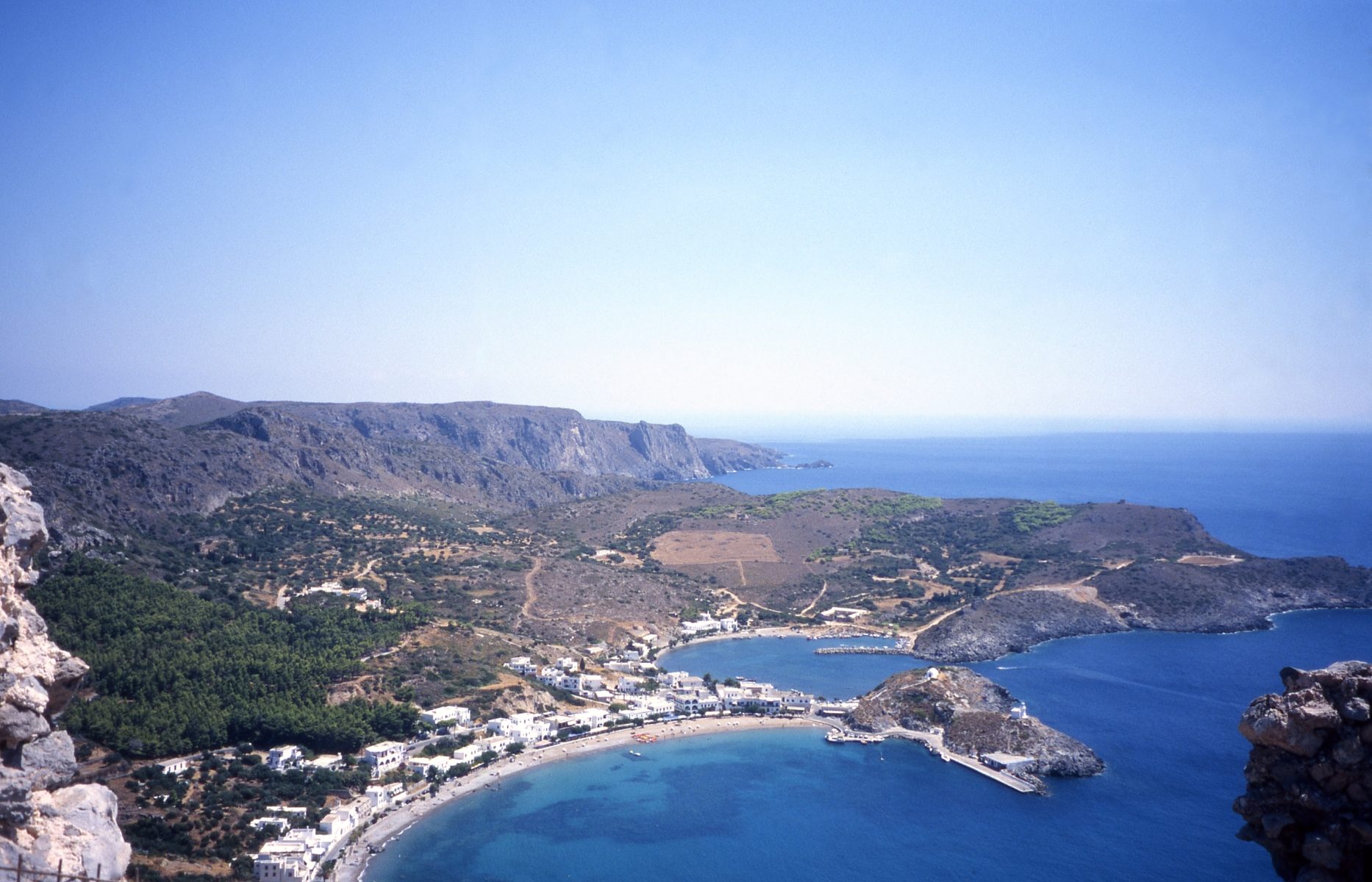
Quang cảnh Kapsali nhìn từ lâu đài ở Chora
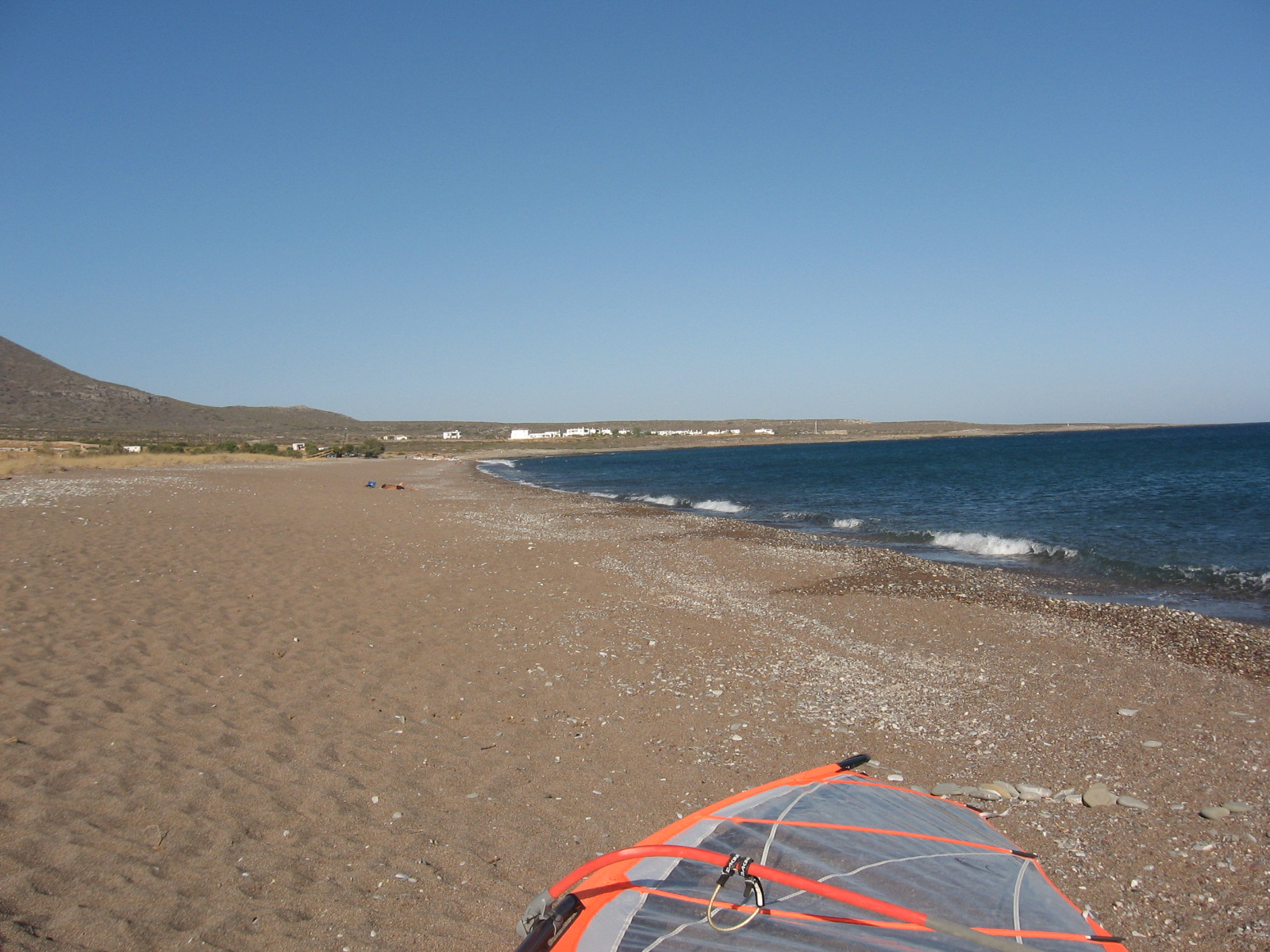
Bãi biển Paleipoli